# Carl Ekberg
Carl Sigfrid Julius Ekberg, född 25 december 1884 i Malmö, död 10 juli 1972 i Stockholm, var en svensk kompositör och textförfattare samt bankkamrer.
Ekberg tog studentexamen 1904 och gick sedan på Malmö Musikkonservatorium 1907–1910, varefter han studerade vid Sorbonneuniversitetet i Paris 1911. Han idkade även språkstudier i England och Tyskland och musikstudier i Danmark, Italien och Spanien.
Han utgav ett 30-tal kompositioner, bland annat kupletter till Ernst Rolf, Scala- och Tivolirevyer i Köpenhamn samt tonsättningar av sex dikter av Erik Axel Karlfeldt.